# Marihat Marsada
Marihat Marsada is een bestuurslaag in het regentschap Simalungun van de provincie Noord-Sumatra, Indonesië. Marihat Marsada telt 670 inwoners (volkstelling 2010).